# 卢克丽霞的故事 (波提切利)
《卢克丽霞的故事》是意大利文艺复兴艺术大师波提切利 的一幅板面蛋彩画和油画，绘制于 1496-1504 年。现藏于美国马萨诸塞州波士顿的伊莎贝拉嘉纳艺术博物馆。其主題是羅馬君主制的推翻的起義。傳說貴婦盧克麗霞被羅馬最後一位國王的兒子塞克斯圖斯·塔奎尼烏斯強姦。結果，盧修斯·尤尼烏斯·布魯圖斯發誓將塔奎尼家族驅逐出羅馬，建立了共和國。